# 만주파 (일본군)
만주파(일본어: 満州派 만슈우하[*])는 일본 제국 육군의 파벌 중 하나였다. 관동군 출신의 이시와라 간지가 영수였고 이타가키 세이시로, 츠지 마사노부 등으로 구성되어 있었다.
대외전쟁 이외의 정책에서 나가타 테츠잔이나 도조 히데키 등 통제파와 그다지  차이가 크지 않아 통제파와 혼동되거나 통제파의 일종으로 취급되는 일도 많다.
통제파가 반미·반중(여기서 반중은 장개석이 이끄는 중경정부를 말한다)·지소였던 반면, 만주파는 지미·친중·반소를 주장했다.

## 견해
만주파는 중국과 손을 잡아야 만주 지배를 공고히 할 수 있다는 견해를 가지고 있었다. 즉 만몽생명선론, 만몽영유론이 그 이론적 원형이라고 할 수 있다. 이시와라는 만몽 문제에 대해 다음과 같은 견해를 가지고 있었다.
1. 일본의 권익사상과 중국의 국권회복운동에서 오는 민족주의는 정면으로 맞서 무력에 의해 현안을 해결하는 수밖에 없다.
2. 만주는 법적으로는 중국의 일부지만, 실제로는 오족이 공존하는 땅이다. 만주에서 일본의 권익을 추구하기보다 만주를 중국 본토에서 분리시켜 독립국가를 건설하고 만주를 오족협화의 왕도낙토로 만들어야 한다. 무력 사용 대상은 만주로만 제한한다.
3. 경제적으로 쇼와 금융공황 이후 일본의 처지를 완화시킬 수 있다. 하지만 기성 재벌들은 일체 개입하지 못하게 하여 착취를 방지한다. 정략적으로는 북만을 세력하에 넣으면 소련의 동진을 방해할 수 있기에 대소 작전에 공헌한다. 또한 만주를 확보함으로써 조선도 평안해진다. 미래에 대 미영 전쟁이 벌어질 때 중요한 전략거점이 될 수 있다. 현재 세계공황으로 발밑에 불이 붙은 미영은 적극적으로 간섭해오지는 않을 것이다. 소련도 제2차 5개년 계획으로 국력증강에 바쁘다. 소련의 강화를 우려하는 영국은 일본을 유력한 견제자로 이용하기 위해 유화적 정책을 취해줄 것이다.

사상적 테제는 이시와라의 저작 『동아연맹론』, 『세계최종전론』이라고 할 수 있다.